# 교토 의정서

교토 의정서(京都議定書, 영어: Kyoto Protocol)는 지구 온난화의 규제 및 방지를 위한 국제 협약인 기후변화협약의 수정안이다. 이 의정서를 인준한 국가는 이산화탄소를 포함한 여섯 종류의 온실 가스의 배출을 감축하며 배출량을 줄이지 않는 국가에 대해서는 비관세 장벽을 적용하게 된다.
1997년 12월 11일 일본 교토시 국립교토국제회관에서 개최된 지구 온난화 방지 교토 회의(COP3) 제3차 당사국 총회에 채택되었으며 2005년 2월 16일 발효되었다. 정식 명칭은 기후 변화에 관한 국제 연합 규약의 교토 의정서(Kyoto Protocol to the United Nations Framework Convention on Climate Change)다.

## 감축목표
의정서는 온실효과를 나타내는 이산화탄소를 비롯한 모두 6종류의 감축 대상 가스(온실 기체)의 법적 구속력을 가진 배출 감소 목표를 지정하고 있다. 교토 의정서 제3조에는 2008년부터 2012년까지의 기간 중에 선진국 전체의 온실가스 배출량을 1990년 수준보다 적어도 5.2% 이하로 감축할 것을 목표로 하고 있다.

## 감축대상 가스
- 이산화탄소
- 메테인
- 아산화질소
- 과플루오린화탄소
- 수소불화탄소
- 육불화황

## 준수 국가

### 대한민국
대한민국은 2002년 11월 대한민국 국회가 이 조약 비준에 동의하였으나 개발도상국으로 분류되어 온실가스 감축의무는 없으며, 대신 공통의무인 온실가스 국가통계 작성 및 보고의무는 부담한다. OECD국가 중 한국과 멕시코만이 기후변화협약 상 Non-Annex I에 포함되어 교토의정서 Annex B에 따른 감축의무를 부담하고 있지 않다. 하지만 2007년 기준으로 세계 11위의 경제규모와 온실가스배출량이 OECD국가 중 9위를 차지하고 있고, 2011년 기준으로 과거 150년간 역사적 배출 총량을 따져도 22위권으로 국제적 온실가스 감축 의무에서 벗어날 수 없고, 1990년에서 2005년 사이 약 2배가량 온실가스 배출량이 증가함에 따라 우리나라는 다른 선진국과 달리 2005년 대비 감축목표를 기준년도로 제시하였다.
2010년 1월 산림청은 탄소배출권 확보용 최초의 해외조림지로 인도네시아 서부 누사틍가라주에 위치한 롬복섬을 선정했다고 발표했다. 양국 정부는 롬복섬 조림지를 국제기후변화협약(UNFCCC)상의 "신규 조림 및 재조림 청정개발 사업"(AR CDM 사업)으로 인정받아 이산화탄소 배출권을 확보할 예정이다. 2005년 발효된 교토의정서에 따라 일정한 기준에 맞는 조림사업을 한 나라는 인센티브로 이산화탄소 배출 허용량을 더 확보하거나, 이산화탄소를 더 배출할 권한을 다른 나라나 기업에 매각할 수 있다.

## 교토 의정서 포기
2005년 교토 의정서가 발효되기 전인, 2001년 미국은 교토 의정서를 탈퇴하였다. 또한 중국과 인도는 많은 온실가스배출량에도 불구하고 개발도상국이라는 그늘아래 교토 의정서에 포함되지 않았다. 온실가스배출 국가중 가장 큰 비율을 차지하고 있는 미국, 중국, 그리고 인도에게는 적용되지 않는 교토 의정서에 불만을 품은 캐나다는, 2011년 12월 12일, 교토 의정서 탈퇴를 선언한다. 이후 2012년 일본,러시아가 빠지면서 전체 온실가스 중 15% 밖에 차지하지 않는 나라들만 참여하고있다.

## 같이 보기
- 유엔기후변화협약
- 파리 협정
- 탄소 배출권
- 탄소 발자국
- 청정개발체제(CDM, en:Clean Development Mechanism)